# Кам'янець-Подільський коледж культури і мистецтв
Кам'янець-Подільський фаховий коледж культури та мистецтв — вищий освітній заклад комунальної форми власності І-II рівня акредитації, підпорядкований управлінню культури Хмельницької обласної державної адміністрації. Здійснює підготовку молодших спеціалістів культурно-мистецької галузі.

## Історія
Заснований у 1930 році як Кам'янець-Подільська школа з підготовки спеціалістів для політосвітніх закладів та загальноосвітніх шкіл; функціонували фортепіанний, інструментальний і педагогічний відділи.
У роки Другої Світової війни заклад не працював. Поновив свою роботу відповідно до урядової постанови в 1944 р. як технікум політосвіти. Навчання здійснювалось на відділеннях бібліотечної і клубної роботи, контингент студентів у 1944/1945 навчальному році становив 240 осіб.
У 1947 р. заклад перейменовано в технікум підготовки культосвітніх працівників, відкрито заочний відділ.
Згідно з постановою колегії Міністерства культури УРСР (від 14 березня 1961 року) технікум став культурно-освітнім училищем. За наказом вищезазначеного Міністерства (від 2 листопада 1990 року) освітній заклад отримує статус «училище культури».
З 2000 по 2010 рр. з метою реалізації обласної цільової програми «Кадри» була організована підготовка бібліотечних фахівців на базі навчально-консультаційних пунктів коледжу для окремих районів Хмельницької області (Старокостянтинівський, Деражнянський, Шепетівський, Чемеровецький, Славутський, Волочиський).
Згідно з рішенням Хмельницької обласної ради (від 3 червня 2009 року) навчальний заклад перейменовано в коледж культури та мистецтв.
З 2003 по 2015 на базі коледжу діяв навчально-консультаційний пункт Національної академії керівних кадрів культури і мистецтв, де здійснювалась підготовка за спеціальністю «Документознавство й інформаційна діяльність».

## Коледж сьогодні

### Спеціальності
Кам'янець-Подільський коледж культури і мистецтв здійснює підготовку молодших спеціалістів за галузями знань «Культура» та «Мистецтво» відповідно до таких спеціальностей та спеціалізацій:
023 Образотворче мистецтво, декоративне мистецтво, реставрація
024 Хореографія
- народна хореографія

025 Музичне мистецтво
- музичне мистецтво естради

028 Менеджмент соціокультурної діяльності
- народне пісенне мистецтво
- народне інструментальне мистецтво (народні інструменти)
- народне інструментальне мистецтво (духові інструменти)
- видовищно-театралізовані заходи
- кіно-фото-відеосправа

029 Інформаційна, бібліотечна та архівна справа  
У коледжі діє денна та заочна форма підготовки фахівців.

### Склад педагогічного колективу
Навчально-виховний процес в коледжі здійснюють 94 викладачі, в тому числі 90 штатних, з них: заслужений діяч мистецтв України – 1, заслужений працівник культури України – 1, кандидат наук – 3, викладач-методист (вища категорія) – 24, старший викладач (вища категорія) – 9, вища категорія – 15, перша категорія – 11, друга категорія – 12, спеціалістів – 4, концертмейстерів – 17, сумісників - 6. Відмінників освіти України – 9.

### Лауреати обласних премій
Обласна премія в галузі мистецтвознавства, фольклору та етнографії ім. Костянтина Широцького
- Царук Олександр Пилипович, викладач циклової комісії народних інструментів

Обласна премія в галузі музичного мистецтва ім. Владислава Заремби
- Олексійчук Микола Андрійович, голова циклової комісії хорових і музично-теоретичних дисциплін

Обласна премія в галузі бібліотечної роботи ім. Мелетія Смотрицького
- Павлюк Олександра Ярославівна, викладач циклової комісії бібліотечних дисциплін